# دوولوت (نبراسکا)
دوولوت (به انگلیسی: Duluth) یک منطقهٔ مسکونی در ایالات متحده آمریکا است که در نبراسکا واقع شده‌است.